# Nereis heteroculata
Nereis heteroculata är en ringmaskart som beskrevs av Hartmann-Schröder 1981. Nereis heteroculata ingår i släktet Nereis och familjen Nereididae. Inga underarter finns listade i Catalogue of Life.